# Johann Gerhard König
Johann Gerhard König, född den 29 november 1728 i Ungerhof nära Kreutzburg i Livland, död den 26 juni 1785 i Jagrenatporum, var en dansk läkare och botaniker. Auktorsnamnet J.Koenig kan användas för Johann Gerhard König i samband med ett vetenskapligt namn inom botaniken; se Wikipediaartiklar som länkar till auktorsnamnet.
Som ung var König först i apotekarlära och studerade sedan medicin. Hans intresse för botanik främjades i hög grad, då han i Sverige blev elev till Linné; i Danmark stöttades han särskilt av Rottbøll. Åren 1764–1765 reste han till Island, en resa som senare resulterade i en Flora Islandica. Efter att ha avlagt medicinsk ämbetsexamen 1767 kom han samma år till Trankebar, där han var verksam som läkare vid den danska missionen. I Indien genomförde König mycket ivrigt botaniska undersökningar, som blev av stor betydelse för kunskapen om Indiens växtvärld och vann mycken erkänsla av engelska forskare inom samma område. Till Königs ära uppkallade Linné släktet Koenigia efter honom.